# Tsubaki Love
Tsubaki Love (今日、恋をはじめます, Kyou, Koi wo Hajimemasu) est un manga de Kanan Minami. Il a été prépublié entre 2007 et 2011 dans le magazine Shōjo Comic de l'éditeur Shōgakukan, et a été compilé en un total de quinze tomes. La version française est éditée en intégralité par Panini Manga.
Il a été adapté en OAV en 2010 ainsi qu'en film live en décembre 2012.

## Synopsis
Tsubaki Hibino, lycéenne, adore les choses mignonnes et coiffer les cheveux de sa sœur mais pense que rien de tout ceci ne lui va bien. Par conséquent, elle ne porte que des tresses vieux jeu et une jupe longue lorsqu'elle va à l'école. Lors de son premier jour de lycée, elle rencontre Kyouta Tsubaki, le garçon qui a fini premier lors des examens d'entrée. Il a les cheveux longs, ce qui, d'après elle, ne le met pas du tout en valeur, et a un comportement qui laisse à désirer. Dès les premiers instants, il irrite Tsubaki qui commence à le détester. Ils portent le même nom : Tsubaki, celui-ci étant le prénom de Tsubaki, et le nom de famille de Kyouta, ce qui a le don de l'énerver encore plus. Et pour couronner le tout, ils sont dans la même classe !
À cause de son look ringard, tout le monde prend Tsubaki comme cible et s'amuse à l'ennuyer, y compris Kyouta qui se moque d'elle en disant qu'elle vient de l'ère Showa. Tsubaki, n'y tenant plus, coupe les cheveux de Kyouta dans un élan de colère, ce qui le met en rogne. Kyouta étant un coureur de jupon, il l'emmène derrière le bâtiment et lui demande de le dédommager en nature. Mais Tsubaki est totalement ignorante et ne comprend pas le sens de ses mots. À la place, elle lui arrange les cheveux en les coupant tous plus court ! Kyouta est un surpris par les réactions de Tsubaki mais se reprend vite et est décidé à ne pas la laisser s'en tirer comme ça. Il l'attrape et lui vole son premier baiser.
Que va-t-il advenir de Tsubaki, qui est totalement ignorante et dégoutée par ce garçon, et de Kyouta qui a décidé de faire de Tsubaki sa cible?

## Personnages
Tsubaki Hibino (日比野 つばき, Hibino Tsubaki)
Tsubaki est une jeune lycéenne totalement ignorante des choses de la vie. Elle s'habille comme une ringarde et est quelqu'un de très naturel. Elle ne voit pas sa beauté, elle ne voit que celle des autres. Elle est douée en coiffure. Kyouta la surnomme "Miss Showa" à cause de son style vestimentaire et de son ignorance totale. C'est un personnage qui va beaucoup évoluer au fil du récit.
Kyôta Tsubaki (椿 京汰, Tsubaki Kyōta)
Kyouta est un coureur de jupon, désagréable avec presque tout le monde. C'est quelqu'un de très populaire, contrairement à Tsubaki. Le fait qu'il aille toujours voir à gauche et à droite reflète un malaise dû à un épisode de sa vie que personne ne connait.
Sakura Hibino (日比野 さくら, Hibino Sakura)
Sakura est la petite sœur de Tsubaki. Elle est son opposé complet : elle est populaire, à la mode, et a toujours plein de petits amis. La seule chose qu'elle n'arrive pas à faire est se coiffer toute seule, elle demande donc toujours à sa grande sœur de s'occuper de sa coiffure.
Miho Ichikura (市倉 深歩, Ichikura Miho)
C'est la meilleure amie de Tsubaki qui plus tard lui mettra des bâtons dans les roues.
Nishiki Hasegawa (長谷川 西希, Hasegawa Nishiki)
C'est un des amis à Kyouta. Il fréquente le même lycée que Tsubaki et Kyôta. Il trouve Sakura extrêmement mignonne.
Mao Halstead (ハルステッド 万央, Harusuteddo Mao)
Meilleur ami de Kyouta. Il arrive en 2e année au lycée de Kyouta et Tsubaki et est dans la classe de celle-ci.

## Manga
La série est écrite et dessinée par Kanan Minami. L'auteure voulait dessiner une histoire avec une fille simple et un garçon sympa. Le premier chapitre est paru en 2007 dans le magazine Shōjo Comic, et le premier volume relié est publié par Shōgakukan le 25 janvier 2008. Le dernier chapitre est paru le 19 novembre 2011 et le quinzième et dernier volume est sorti le 25 mai 2012.
La version française est éditée par Panini Manga depuis mars 2011, et tous les volumes sont sortis au 3 juillet 2013. La série est également éditée en version allemande par Tokyopop.

## OAV
Le 5 avril 2010, Shōjo Comic a annoncé l'adaptation en anime du manga vendu directement en DVD avec des éditions limitées du manga. Les OAV sont produits par le studio J. C. Staff et réalisé par Shigeyasu Yamauchi. Le premier est sorti le 23 juin 2010 avec le tome 9 et le second le 23 octobre 2010 avec le tome 10. Les deux épisodes sont ressortis en DVD le 25 février 2011 avec une chanson du groupe French Kiss, qui a également réalisé un drama sur la série.

## Film live
Un film live a été annoncé en novembre 2011 dans le magazine Shōjo Comic. Les acteurs principaux sont Emi Takei, qui incarne Tsubaki Hibino, et Tori Matsuzaka, qui incarne Kyōta Tsubaki. Le film est sorti le 8 décembre 2012 au Japon.

## Produits dérivés
Plusieurs produits dérivés sont sortis au Japon. Un fanbook officiel est sorti le 24 décembre 2010 et un guide officiel du film live est sorti le 26 novembre 2012.